# Water-bondage
 (juin 2017).
Si vous disposez d'ouvrages ou d'articles de référence ou si vous connaissez des sites web de qualité traitant du thème abordé ici, merci de compléter l'article en donnant les références utiles à sa vérifiabilité et en les liant à la section « Notes et références ».
Le water-bondage est une pratique sexuelle liée au bondage qui contraint un des partenaires à différents « supplices » liés à l'eau, soit par aspersion soit par immersion. Pour l'immersion, cela peut se faire dans tout type de bassin (évier, baignoire, piscine...) ou bien dans des cours d'eau, lac ou en mer. La pratique du water-bondage nécessite des précautions car elle présente d'évidents dangers: asphyxie, noyade, hydrocution.
Si l’aspersion n’est pas dangereuse en soi, l’immersion elle, nécessite une attention particulière car il est difficile de parler la tête sous l’eau. Une évidence certes, mais le chapitre « mode d’emploi » va apporter un complément d’information sur la communication en water-bondage.

## Les sensations du water-bondage
Être attaché dans un but érotique génère d’agréables sensations aux adeptes du bondage et/ou des contraintes physiques. Les sensations du water-bondage sont brèves mais beaucoup plus puissantes dès lors que l’on immerge la tête de la personne.
Le water-bondage, outre les sensations procurées par l’eau, par l’aspersion et par l’immersion, relève d’une forme de contrôle  de la respiration dans laquelle, tant que la tête est hors de l’eau, la personne est rassurée mais, lorsque la tête est sous l’eau, les secondes comptent double dans la tête de la personne immergée. Pour peu que l’on impose trois ou quatre secondes supplémentaires en immersion, ces secondes vont compter triple. Outre les effets du bondage, s’ajoutera donc la peur, même si la personne immergée est en totale confiance. La confiance réciproque est donc essentielle dans cette pratique, de même que le sens des responsabilités.

## Mode d'emploi de l'immersion
Dans une bassine ou un évier
Plonger la tête d’une personne dans une bassine n’est pas très compliqué en termes de communication dans le sens où l’on voit le reste du corps. Exemple : ouvrir et fermer les mains signifie « stop ». On peut maintenir la tête quelques secondes supplémentaires mais pas plus sinon la personne va « boire la tasse ».
Dans une baignoire
Les principes sont identiques, mais si on ne voit pas les mains de la personne, il faut trouver un autre code précis de « sortie d’urgence » (safeword) comme pincer, taper des pieds, autres…. Car ce n’est pas parce que la personne commence à s’agiter qu’il faut arrêter immédiatement. (Les fameuses deux ou trois secondes supplémentaires….) Il faut faire attention aux pieds de la personne si elle s’affole. Voir le supplice de la baignoire. Faire attention à ne pas tomber dans la torture au sens juridique du terme. Cela doit rester un jeu entre adultes consentants et responsables.
En piscine, rivière ou mer
Attention danger, car si le « bondageur » a un malaise, il risque d’y avoir deux morts. Il est donc préférable d’avoir une troisième personne qui peut intervenir.
Par sécurité il ne faut pas pratiquer le water-bondage en piscine si le "bondageur" est seul avec la personne attachée.
Trouver un autre code de « sortie d’urgence » (safeword) est quasiment impossible car l’eau déforme les gestes. Une vigilance maximum est de mise. Il convient donc de raccourcir la durée d’immersion en piscine, mer ou rivière, quitte à répéter les immersions.
Un petit entraînement en baignoire est conseillé pour que la personne bondagée apprenne à se contrôler et que le "bondageur" mesure bien la durée possible qui est variable d’une personne à l’autre.
Ce n’est pas parce qu’une personne peut tenir trente secondes sous l’eau qu’elle peut y arriver une fois attachée, quand une personne la maintient au fond de la piscine.
Pour ce qui est du water-bondage dans un cours d’eau ou en mer, des précautions s’imposent aussi. Tenir compte du courant, ne pas s’éloigner du rivage, être trois personnes, semblent des évidences qu’il faut néanmoins rappeler.